# Panel Nacional de Lectura
El Panel Nacional de Lectura (PNL) fue un organismo del gobierno de los Estados Unidos. Formado en 1997 a petición del Congreso.  Fue un panel nacional con el objetivo declarado de evaluar la eficacia de los diferentes enfoques utilizados para enseñar a los niños a leer.
El panel fue creado por el director del Instituto Nacional de Salud Infantil y Desarrollo Humano (NICHD) de los Institutos Nacionales de Salud, en consulta con el Secretario de Educación de los Estados Unidos, e incluyó a destacados expertos en los campos de la educación en lectura, la psicología y la educación superior. 
El panel fue presidido por Donald Langenberg (Universidad de Maryland), e incluyó a los siguientes miembros: Gloria Correro (Universidad Estatal de Misisipi), Linnea Ehri (Universidad de la Ciudad de Nueva York), Gwenette Ferguson (maestra de escuela secundaria, Houston, TX), Norma Garza (madre, Brownsville, TX), Michael L. Kamil (Universidad de Stanford), Cora Bagley Marrett (Universidad de Massachusetts-Amherst), SJ Samuels (Universidad de Minnesota), Timothy Shanahan (educador) (Universidad de Illinois en Chicago), Sally Shaywitz (Universidad de Yale), Thomas Trabasso (Universidad de Chicago), Joanna Williams (Universidad de Columbia), Dale Willows (Universidad de Toronto), Joanne Yatvin (superintendente del distrito escolar, Boring, OR).
En abril de 2000, el grupo publicó su informe, "Enseñar a los niños a leer", y completó su trabajo. 1] 2] El informe resumió la investigación en ocho áreas relacionadas con la instrucción en alfabetización: instrucción en conciencia fonética, instrucción fonética, instrucción en fluidez, instrucción en vocabulario, instrucción en comprensión de textos, lectura independiente, instrucción asistida por computadora y desarrollo profesional docente.
El Panel Nacional de Lectura (PNL) utilizó una metodología rigurosa, revisando más de 100,000 estudios sobre la enseñanza de la lectura. Realizó un metaanálisis de investigaciones experimentales y cuasi-experimentales para identificar prácticas basadas en evidencia.  Identificaron cinco áreas clave: conciencia fonética, fonética, fluidez, vocabulario y comprensión, con el objetivo de determinar estrategias efectivas para enseñar a leer.

## Conciencia fonética
El NRP afirmó que los resultados de la instrucción sobre conciencia fonética (PA) fueron "positivos" y ayudaron a los estudiantes en el último año de prescolar y primer de primaria a mejorar su lectura, ortografía y comprensión, independientemente de su nivel socioeconómico (NES). Sin embargo, los lectores discapacitados no se beneficiaron en cuanto a ortografía. 
El informe especificó claramente que la manera más eficaz de enseñar CF era incluirla con letras y la manipulación de fonemas (es decir, segmentar y combinar con fonética), en lugar de limitarla al habla.  

## Instrucción fonética
El PNL revisó 38 estudios sobre la enseñanza de la fonética y descubrió que enseñar a los niños la relación entre las letras y los patrones ortográficos y la pronunciación, y cómo decodificar palabras, mejoraba el rendimiento en lectura. Los niños pequeños que recibieron dicha instrucción obtuvieron mejores resultados en decodificación de palabras, palabras sin sentido, ortografía, fluidez y comprensión lectora. Los lectores mayores con discapacidades también se beneficiaron de dicha instrucción en términos de mejora en la decodificación, pero sin ganancias proporcionales en la ortografía o la comprensión lectora. Se descubrió que la instrucción fonética sistemática —es decir, la instrucción basada en un currículo planificado— era superior a las versiones más oportunistas en las que los maestros intentaban enseñar lo que creían que los estudiantes necesitaban. No hubo diferencias estadísticas entre los programas  en los que se enseña cada sonido de letra y la fonética analítica que analiza los sonidos dentro de palabras completas.
Por último, el panel enfatizó que “la fonética no debe convertirse en el componente dominante” y “debe integrarse con otras instrucciones de lectura para crear un programa de lectura equilibrado”. 

## Fluidez lectora
El PNL analizó 16 estudios que mostraban que enseñar fluidez en la lectura oral conducía a mejorías en la lectura de palabras, la fluidez y la comprensión lectora de estudiantes de 1.º a 4.º grado y de estudiantes mayores con problemas de lectura. La instrucción que consistía en que los estudiantes leyeran textos en voz alta, con repetición y retroalimentación, produjo claros beneficios en el aprendizaje.

## Fomentar la lectura entre los estudiantes
El panel analizó la investigación publicada sobre los efectos de alentar a los estudiantes a leer. La mayoría de los estudios sobre este tema se centraron en la práctica de la lectura silenciosa sostenida, en la que los docentes ponen libros y tiempo a disposición de los estudiantes para que lean por su cuenta, sin interferencias, interrupciones o intervención del docente. Existe una creencia generalizada de que si los profesores alentaran a los estudiantes a participar en la lectura voluntaria, esto conduciría a un mejor rendimiento en lectura. Lamentablemente, el panel encontró que la investigación "no ha demostrado claramente esta relación". De hecho, los pocos estudios en los que se ha probado esta idea “plantean serias dudas” sobre su eficacia. 

## Estrategias de enseñanza de vocabulario y comprensión
La instrucción de comprensión incluye varios factores, incluida la instrucción de vocabulario lo cual es clave para aprender la conexión entre el lenguaje oral, la lectura y la escritura, y la comprensión. El PNL concluyó que una variedad de métodos de instrucción de vocabulario pueden ser eficaces, aunque no pudo recomendar ningún método en particular. Sin embargo, sugirió que la instrucción de vocabulario debería ser tanto directa como indirecta, e incluir repetición, exposición en diferentes medios y contextos enriquecedores. 
También quedó claro que enseñar a los estudiantes a pensar en las ideas del texto puede mejorar la comprensión lectora. Particularmente poderoso en este sentido fue enseñar a los estudiantes a resumir la información que habían leído, o pedirles que hicieran (y respondieran) preguntas sobre las ideas. Además, también fue beneficioso guiar a los estudiantes a hacer lo siguiente: a) monitorear su comprensión, esencialmente prestando atención a si estaban entendiendo durante la lectura y tomando algún tipo de acción si no lo estaban, b) usar su conocimiento previo, c) visualizar la información descrita en el texto, o d) pensar en la estructura de un texto. 
El PNL sugirió que es necesario hacer mayor hincapié en la formación docente en la enseñanza de la comprensión lectora. 

## Tecnología informática y enseñanza de la lectura
De los cientos de estudios que incluyen tecnología informática, solo el 5% cumplió con los estándares del PNL, por lo que concluyeron que se requiere más investigación antes de poder hacer recomendaciones. 